# Telenet
Telenet S.r.l. è il secondo operatore di telefonia fissa nella Repubblica di San Marino. Nata il 25 febbraio 1999 offre servizi di precarrier selection ed internet alternativi a quelli offerti dall'ex monopolista Telecom Italia San Marino.